# Áno Patíssia (métro d'Athènes)
Pour le quartier, voir Áno Patíssia.
Áno Patíssia (grec moderne : Άνω Πατήσια) est une station de la ligne 1 (ligne verte) du métro d'Athènes située dans le quartier éponyme.

## Situation ferroviaire
Située en surface, la station d'Áno Patíssia est située au point kilométrique (PK) 15,262 de la ligne 1 du métro d'Athènes, entre les stations d'Ágios Elefthérios et de Perissós.

## Histoire
La station d'Áno Patíssia est mise en service le 12 février 1956, lors de l'ouverture à l'exploitation du tronçon d'Attikí à Áno Patíssia. Le tronçon suivant, jusqu'à Néa Ionía, est ouvert le 14 mars de la même année.

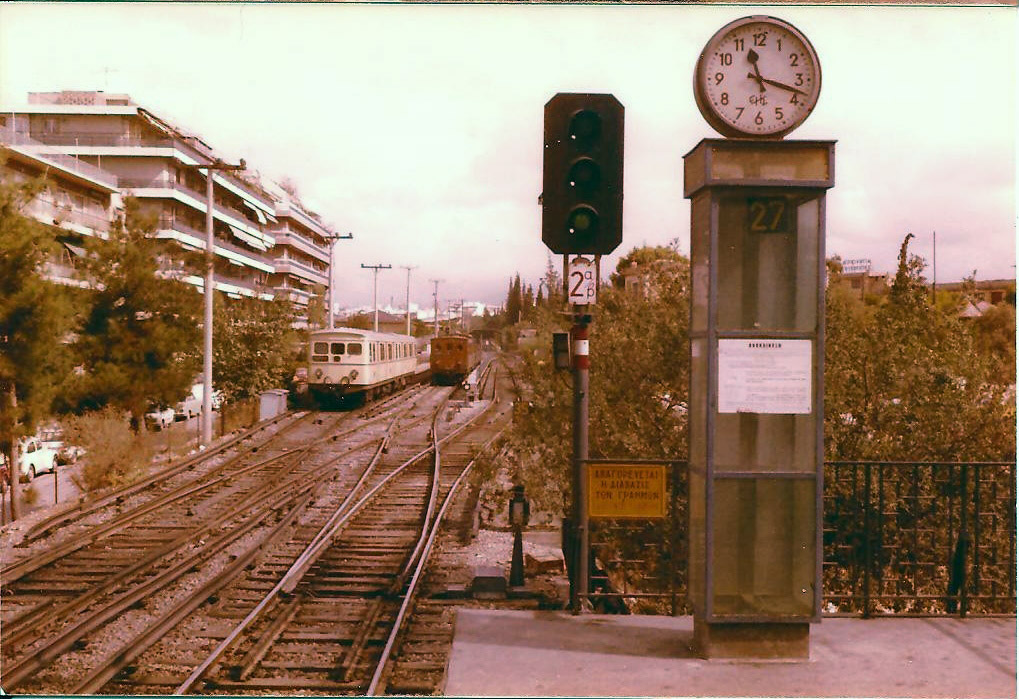
La station en 1979.

La station est réhabilitée pour les Jeux olympiques d'Athènes et a rouvert le 30 décembre 2003. Les travaux ont notamment permis d'améliorer l'accessibilité avec l'ajout d'ascenseurs pour l'accès aux quais.
Elle comporte en direction de Kifissiá une voie de garage pouvant accueillir deux rames. Elle est utilisée tous les jours en soirée pour le stationnement de la rame qui assure le matin suivant la première mission vers Le Pirée. Pour les usagers elle dispose de deux quais encadrant les deux voies de circulation.

## Intermodalité
La station permet de rejoindre à proximité plusieurs arrêts de réseaux de transports en commun : des trolleybus (lignes : 3, 5 et 11), des bus urbains (lignes : A8, B8, B9, Γ8, 444, 605, 623 et 624) et par des bus de nuit de la ligne 500.